# Rohožník (Prešov)
|  | No s'ha de confondre amb Rohožník (Bratislava). |

Rohožník és un poble i municipi d'Eslovàquia. Es troba a la regió de Prešov, al nord del país. El 2021 tenia 42 habitants.

## Història
La primera referència escrita de la vila data del 1454.

## Demografia
| Godina             | 1994 | 2004    | 2014    | 2024    |
| ------------------ | ---- | ------- | ------- | ------- |
| Nombre de persones | 59   | 31      | 27      | 37      |
| Diferència         |      | −47,45% | −12,90% | +37,03% |

| Godina             | 2023 | 2024 |
| ------------------ | ---- | ---- |
| Nombre de persones | 37   | 37   |
| Diferència         |      | +0%  |